# 藤原茉央
藤原 茉央（ふじわら まお、1986年10月15日 - ）は、舞夢プロ所属のタレント、MC。
2006年2000名を超える応募者の中から選ばれweathernewsのお天気（おは天）キャスターでデビュー。
現在はタレントをしながらKaQiLa〜カキラ〜、美容整骨師の知識を生かして骨の調整師として活動中。
元競泳選手（高校時代は兵庫県代表として近畿大会出場）。泳力を生かして、お天気キャスター任期中、プロジェクトである瀬戸内海遠泳10kmに挑戦し、見事完泳。